# Istituto europeo per le norme di telecomunicazione
L'Istituto Europeo per le norme di Telecomunicazioni, in inglese European Telecommunications Standards Institute, acronimo ETSI, è un organismo internazionale, indipendente e senza fini di lucro ufficialmente responsabile della definizione e dell'emissione di standard nel campo delle telecomunicazioni in Europa. È un organismo di standardizzazione europeo riconosciuto dalla Commissione Europea per lo sviluppo di norme armonizzate.

## Descrizione
Istituito nel 1988 dalla Conferenza Europea per le Poste e Telecomunicazioni (CEPT), l'ETSI ha sede a Sophia-Antipolis, in Francia.
Alcuni importanti standard di comunicazione, quali quello del sistema di telefonia cellulare GSM, il sistema DECT di telefonia senza fili e quello di comunicazione radio mobile TETRA, sono stati sviluppati nell'ambito dell'ETSI.
Sono infatti state istituite proprio nell'ambito dell'ETSI alcune delle più rilevanti commissioni di standardizzazione nel campo delle telecomunicazioni quali, ad esempio il 3GPP, per la definizione degli standard per reti UMTS, o TISPAN per le reti fisse e la convergenza di Internet.

## Membri
Membri
     Membri associati
     Osservatori

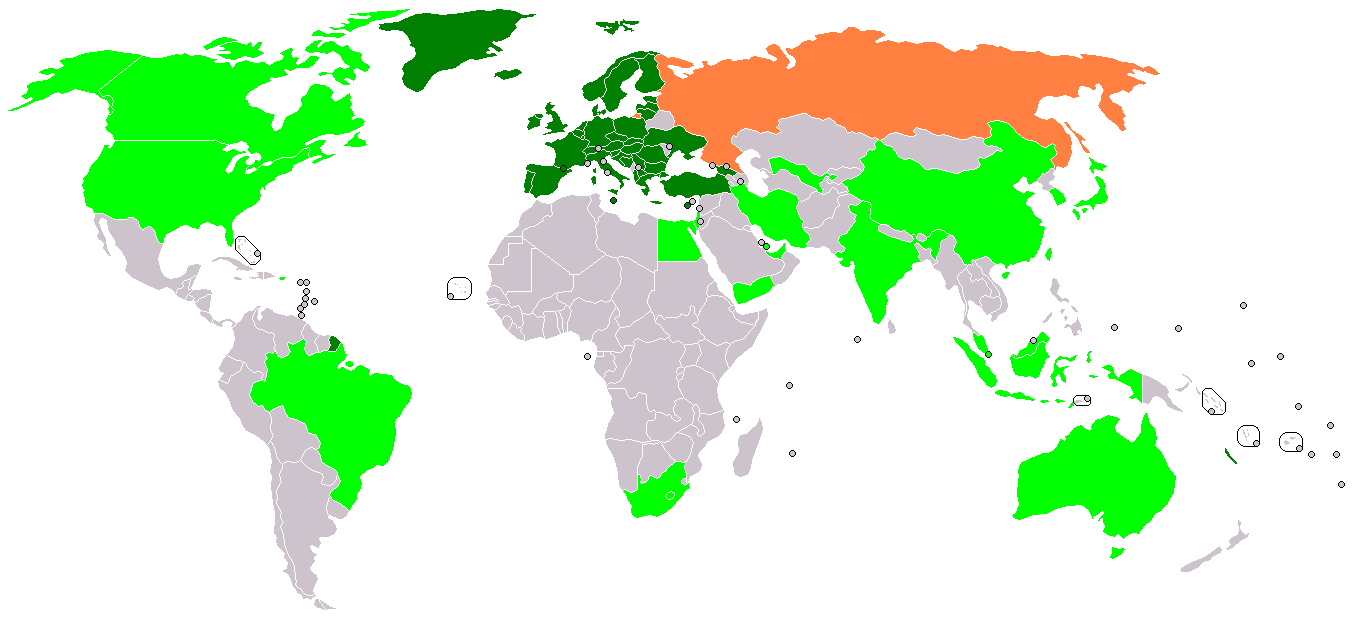
Mappa dei membri ETSI (aggiornata al 2012)
Membri
Membri associati
Osservatori

A ottobre 2005 l'ETSI contava 688 membri (tra produttori, gestori di reti di telecomunicazioni, amministrazioni pubbliche, fornitori di servizi internet, enti di ricerca ed utilizzatori) distribuiti in 55 paesi sia europei che extra-europei. A marzo 2022 il numero di membri dell'ETSI è salito a 899.

## Deliverable
In generale, l'ETSI produce circa 2000-2500 standard ogni anno.
La sigla delle norme tecniche emesse dall'ETSI e utilizzate come norme armonizzate è "ETSI EN".
Altri deliverable dell'ETSI includono:
- ETSI Standard (ES)
- ETSI Guide (EG)
- ETSI Technical Specification (TS)
- ETSI Technical Report (TR)
- ETSI Special Report (SR)
- ETSI Group Specification (GS)
- ETSI Group Report (GR)
- Publicly Available Specifications (PAS)